# Katia Winter
Katia Winter (Stoccolma, 13 ottobre 1983) è un'attrice svedese.

## Biografia
Dopo una carriera iniziale da modella, da giovane si trasferisce a Londra dove entra nel mondo dello spettacolo apparendo nella televisione inglese e in film quali Unmade Beds (2009) ed Everywhere and Nowhere (2011).
Successivamente si trasferisce negli Stati Uniti, dove appare in alcune pellicole come Death Games, regia di Jonah Loop (2011) con Kellan Lutz e Samuel L. Jackson, e in altre appartenenti al circuito indipendente. Nel 2012 appare nella serie televisiva NCIS. Lo stesso anno entra a far parte del cast di Dexter, nel ruolo di Nadia, una spogliarellista proveniente dall'Ucraina che lavora in un club di Miami. Nel 2013 entra a far parte del cast di Sleepy Hollow nel ruolo della defunta moglie di Ichabod, Katrina. In seguito interpreta  Freydís Eiríksdóttir in alcuni episodi della serie Legends of Tomorrow, in onda su The CW.
Dal 2019 al 2022 figura tra gli interpreti principali della serie Blood & Treasure. Nel 2022 riveste i panni della villain Little Nina nella terza stagione di The Boys. L'anno seguente riceve una candidatura al Premio Guldbagge per la miglior attrice grazie alla sua interpretazione nel film Året jag slutade prestera och började onanera.

## Filmografia

### Cinema
- Stockholm Boogie, regia di John Lindgren (2005)
- Storm, regia di Måns Mårlind e Björn Stein (2005)
- Night Junkies, regia di Lawrence Pearce (2007)
- The Seer, regia di Luigi Desole (2007)
- Letti sfatti (Unmade Beds), regia di Alexis Dos Santos (2009)
- Malice in Wonderland, regia di Simon Fellows (2009)
- Prey and Escape, regia di Vito Bruno (2009)
- The Symmetry of Love, regia di Aitor Gaizka (2010)
- Anaphylaxis, regia di Ayman Mokhtar (2010)
- Fedz, regia di David Kim Bruckheimer (2011)
- Everywhere and Nowhere, regia di Menhaj Huda (2011)
- Death Games (Arena), regia di Jonah Loop (2011)
- Love Sick Love, regia di Christian Charles (2012)
- Banshee Chapter - I files segreti della CIA (Banshee Chapter), regia di Blair Erickson (2013)
- The Stranger Within - L'Inganno (Stranger Within), regia di Adam Neutzsky-Wulff (2013)
- Luna, regia di Dave McKean (2014)
- Knight of Cups, regia di Terrence Malick (2015)
- Una fotografia compromettente (Negative), regia di Joshua Caldwell (2017)
- The Wave, regia di Gille Klabin (2019)
- 10 cose da fare prima di lasciarsi (10 Things We Should Do Before We Break Up), regia di Galt Niederhoffer (2020)
- You're Not Alone, regia di Eduardo Rodriguez (2020)
- The Catch, regia di Matthew Ya-Hsiung Balzer (2020)
- Due fuori pista  (Ur spår), regia di Mårten Klingberg (2022)
- Quando ho smesso di preoccuparmi e ho iniziato a masturbarmi (Året jag slutade prestera och började onanera), regia di Erika Wasserman (2022)
- Il convegno (Konferensen), regia di Patrik Eklund (2023)
- Due fuori pista 2 (Ute och cyklar), regia di Mårten Klingberg (2025)

### Televisione
- Dubplate Drama – serie TV, 7 episodi (2007)
- Lewis – serie TV, episodio 3x1 (2009)
- NCIS - Unità anticrimine (NCIS) – serie TV, episodio 9x17 (2012)
- Dexter – serie TV, 9 episodi (2012)
- Sleepy Hollow – serie TV, 31 episodi (2013-2015)
- Legends of Tomorrow – serie TV, 2 episodi (2017-2018)
- Blood & Treasure – serie TV, 12 episodi (2019)
- Solsidan – serie TV, 3 episodi (2019)
- Hamilton – serie TV, 5 episodi (2020)
- The Boys – serie TV, 5 episodi (2022)
- Granite Harbour – serie TV, 3 episodi (2022)
- Estonia – serie TV, 5 episodi (2023)
- Maffia – serie TV, 1 episodio (2025)

## Riconoscimenti
- Premio Guldbagge
  - 2023 – Candidatura alla migliore attrice protagonista per Året jag slutade prestera och började onanera[9]

## Doppiatrici italiane
Nelle versioni in italiano delle opere in cui ha recitato, Katia Winter è stata doppiata da:
- Valentina Mari in Death Games, Quando ho smesso di preoccuparmi e ho iniziato a masturbarmi
- Valentina Perrella in 10 cose da fare prima di lasciarsi, Il convegno
- Barbara De Bortoli in Sleepy Hollow
- Sabine Cerullo in NCIS - Unità anticrimine
- Chiara Gioncardi in Dexter
- Eleonora Reti in Blood & Treasure
- Francesca Manicone in The Boys
- Giuliana Atepi in Due fuori pista, Due fuori pista 2